# Bennie van Noord
Bennie van Noord (Wormerveer, 3 maart 1986) is een Nederlands voormalige profvoetballer. Gedurende zijn carrière in het betaald voetbal speelde hij als verdediger voor Cambuur Leeuwarden en AZ. Ook kwam hij uit voor het Helders voetbalelftal.

## Biografie
De rechtsback uit Wormerveer begon te voetballen bij de plaatselijke voetbalclub WFC, waarna hij verkaste naar Den Helder, waar hij speelde voor WGW. Hier werd het talent in hem ontdekt door Ajax waar hij reikte tot het D1-team. Na een terugkeer naar WGW werd hij opgemerkt door AZ, waar hij de rest van zijn jeugdopleiding verbleef. Van Noord had inmiddels ook enkele interlands voor Oranje -18 en -19 gespeeld.
Hij kreeg van de technische staf van AZ te horen dat hij tekortkwam om in aanmerking te komen voor het eerste elftal en kreeg geen contractverlenging. In december 2006 was het gerucht dat Cambuur hem zou overnemen, al wilde technisch directeur Peter van Roo van Cambuur niet toegeven dat er belangstelling was, terwijl zijn AZ-collega Marcel Brands de Leeuwarden interesse bevestigde.
Van Noord werd in de winter aan Cambuur verhuurd en dat bleek een succes. Hij groeide uit tot basisspeler en op 7 juni 2007 werd bekend dat hij een contract had ondertekend dat hem tot 2008 aan de club uit Leeuwarden verbond. Mede door de komst van rechterverdediger Dennis van der Ree die overkwam van AGOVV Apeldoorn was er in de zomer van 2008 geen plek voor Van Noord in Friesland. Dit was het einde van zijn profloopbaan en daarna ging hij spelen als amateur voor de Rijnsburgse Boys en in het seizoen 2012/13 voor IJsselmeervogels. Vanaf het seizoen 2015/16 komt hij uit voor Katwijk

## Statistieken profloopbaan
| Seizoen | Club               | Land      | Competitie     | Wed. | Goals |
| ------- | ------------------ | --------- | -------------- | ---- | ----- |
| 2006/07 | AZ                 | Nederland | Eredivisie     | 0    | 0     |
|         | Cambuur-Leeuwarden | Nederland | Eerste divisie | 14   | 0     |
| 2007/08 | Cambuur-Leeuwarden | Nederland | Eerste divisie | 20   | 0     |
|         |                    |           | Totaal         | 34   | 1     |